# Strongylurus sexmaculatus
Strongylurus sexmaculatus is een keversoort uit de familie van de boktorren (Cerambycidae). De wetenschappelijke naam van de soort werd voor het eerst geldig gepubliceerd in 1917 door Christopher Aurivillius.
De soort werd door Eric Mjöberg ontdekt in Laura, Queensland (Australië).